# Tinhosa Pequena
Tinhosa Pequena és una illa del golf de Guinea. L'illot està situat a uns 20 kilòmetres al sud-est de l'illa de Príncipe, una de les illes que formen la república de São Tomé i Príncipe. Es troba al sud de l'illot de Tinhosa Grande L'illa és deshabitada (2008 est.). L'illot conté pastures seques i sortints de roca de fins a 40 m d'alt.